# Friedrich Lahrs
Friedrich Lahrs, né le 11 juillet 1880 à Königsberg et mort le 13 mars 1964 à Stuttgart, est un architecte allemand qui fut professeur à l'académie des arts de Königsberg et historien d'art.

## Biographie
Après son baccalauréat au lycée de Löbenicht (de) de Königsberg, Lahrs étudie à partir de 1898 à la grande école technique de Charlottenbourg. Il reçoit le prix Schinkel en 1906 et travaille ensuite en tant que Regierungsbauführer à Berlin, jusqu'en 1908. Ludwig Dettmann, l'appelle cette même année à l'académie des arts de Königsberg. Il y est professeur d'architecture de 1911 à 1934, avant d'être mis à la retraite par le nouveau régime.
Son œuvre la plus connue est le nouvel édifice de l'académie des arts de Königsberg qu'il construit de 1909 à 1919. Il est aussi l'auteur en 1913 de la salle des arts de la Wrangelturm (tour de Wrangel) dans cette même ville et du mausolée de Kant à la cathédrale (1923-1924).
Il publie en 1956 un ouvrage intitulé Das Königsberger Schloß (Le Château de Königsberg), retraçant l'histoire architecturale du château.

## Œuvre

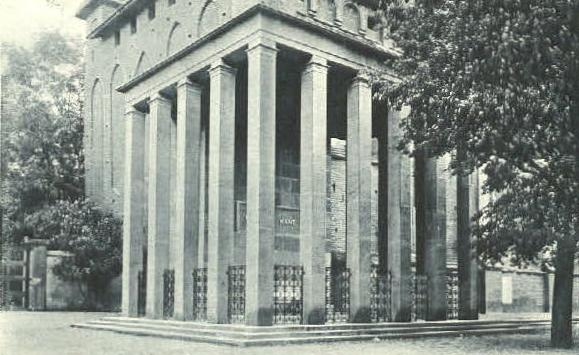
Le mausolée de Kant